# Chiesa cattolica in Giappone
La Chiesa cattolica in Giappone è parte della Chiesa cattolica universale, sotto la guida spirituale del Papa e della Santa Sede.
Il Paese è diviso in 3 arcidiocesi e 12 diocesi.

## Storia

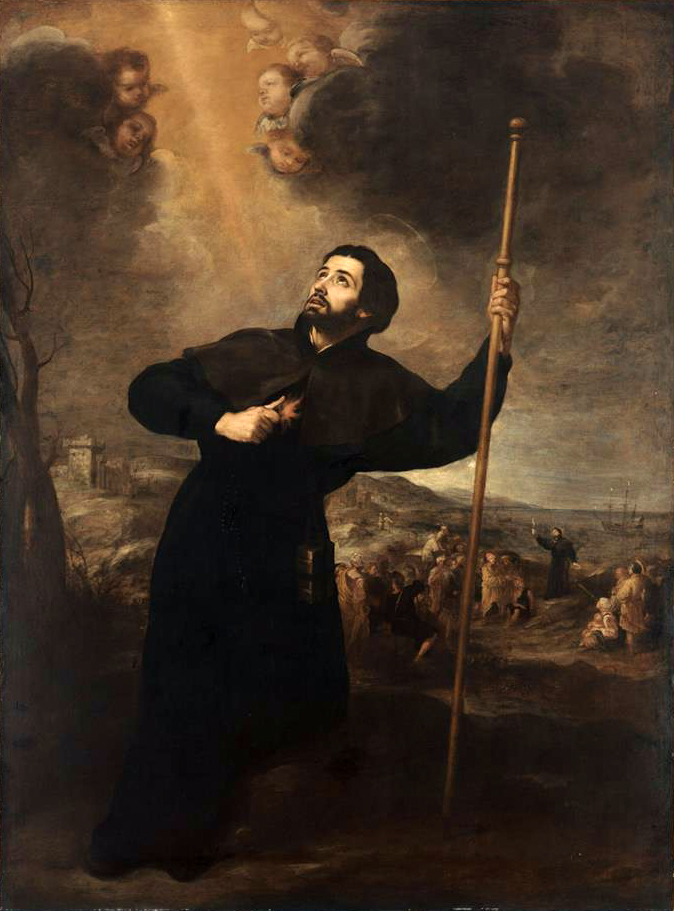
San Francesco Saverio in un dipinto di Bartolomé Esteban Murillo

L'evangelizzazione del Giappone ha una precisa data d'inizio: il 15 agosto 1549, giorno in cui il missionario cattolico Francesco Saverio, fondatore insieme a Ignazio di Loyola della Compagnia di Gesù, sbarcò nell'arcipelago provenendo dalla penisola di Malacca. La prima comunità cristiana venne fondata nell'isola di Kyūshū, la più meridionale tra le quattro grandi isole che formano l'arcipelago. Dopo che Francesco Saverio lasciò il Giappone, arrivò nell'arcipelago il gesuita italiano Alessandro Valignano (1539-1606). Valignano fu un'altra personalità molto importante per la diffusione del cristianesimo in Giappone.
Ai gesuiti seguirono i frati francescani, soprattutto italiani. Gli stranieri che al tempo giungevano da sud in Giappone a bordo delle loro navi di colore scuro (kuro hune = nave nera), per distinguerle dalle navi giapponesi realizzate in bambù, generalmente di colore più chiaro, erano definiti Nan Ban (barbari del sud) poiché considerati persone rozze e poco colte, per il semplice fatto di non praticare le usanze e i costumi del paese. Nel corso del XVI secolo la comunità cattolica crebbe fino a superare le 300.000 unità: per essi venne istituita nel 1588 la diocesi di Funay. La città costiera di Nagasaki ne era il centro principale. I missionari italiani, nella loro opera di evangelizzazione, seguivano le norme redatte da Valignano, autore del fondamentale Cerimoniale per i missionari in Giappone.
Nel 1582 i Gesuiti giapponesi organizzarono un viaggio in Europa per testimoniare l'apertura alla fede cristiana del popolo del Sol levante. Il viaggio si protrasse per otto anni. La delegazione, composta da quattro prelati, toccò in primo luogo Venezia, poi si recò a Lisbona e infine rientrò in Italia, dove concluse il suo viaggio a Roma. I gesuiti giapponesi furono ricevuti da papa Gregorio XIII e conobbero anche il successore, Sisto V. Nel 1590 ritornarono in patria.
Lo Shogunato Tokugawa, comprese ben presto che i gesuiti, attraverso l'opera evangelizzatrice stavano influendo sulla dinastia imperiale, di fatto esautorata e relegata in una funzione meramente simbolica, per cercare di estromettere lo shogunato e, quindi, interpretò i cristiani nel loro complesso e, i "Nan Ban" in generale, come una minaccia alla stabilità del suo potere.

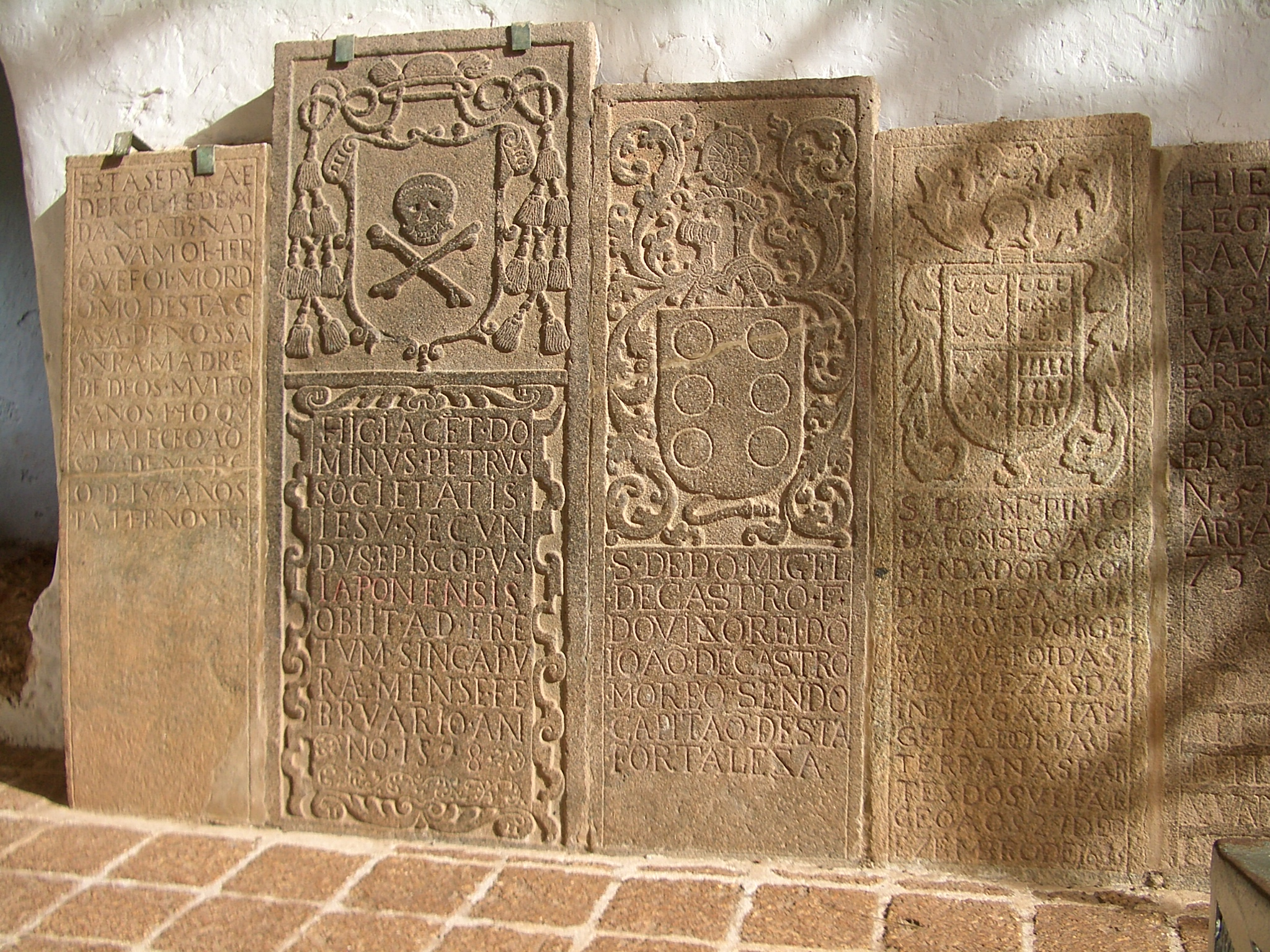
Lapide (la seconda da sinistra) in una chiesa in Malacca che indica la sepoltura di Pietro, gesuita e "secondo vescovo" del Giappone", morto a Singapore nel febbraio 1598.

Nel 1587, dato che l'opera dei gesuiti continuava (inizialmente non era messa in discussione la libertà religiosa, ma l'attività politica della compagnia di Gesù), il kampaku (capo politico e militare) Hideyoshi, "Maresciallo della Corona" a Nagasaki, emise un editto con il quale ingiunse ai missionari stranieri di lasciare il Paese. Tuttavia essi continuarono a operare in modo clandestino. Dieci anni dopo cominciarono le prime persecuzioni. Il 5 febbraio 1597 ventisei cristiani (6 francescani, 3 gesuiti e 17 giapponesi) furono crocifissi.
Nel 1614 lo shōgun Tokugawa Ieyasu, dominus del Giappone, bandì con un altro editto il Cristianesimo e vietò ai cristiani giapponesi di praticare la loro religione. Il 14 maggio di quell'anno si tenne l'ultima processione lungo le strade di Nagasaki, che toccava sette delle undici chiese cittadine esistenti; tutte furono successivamente demolite.

Negli anni seguenti i cristiani continuarono a professare clandestinamente. Iniziò l'epoca dei kakure kirishitan ("cristiani nascosti").
La politica del regime divenne sempre più repressiva. Una rivolta popolare scoppiò a Shimabara, vicino a Nagasaki, tra il 1637 e il 1638. Animata principalmente da contadini, e capeggiata dal samurai cristiano Amakusa Shirō, la rivolta venne repressa nel sangue, e ad essa seguirono parecchie esecuzioni sommarie dei sostenitori. Si calcola che vennero massacrati 40.000 convertiti. Nel 1641 lo shōgun Tokugawa Iemitsu varò un decreto, che successivamente divenne noto come sakoku ("Paese blindato"), con il quale proibì ogni forma di contatto tra la popolazione giapponese e gli stranieri. Da allora i cristiani crearono una simbologia, una ritualità, persino un linguaggio tutto loro, incomprensibile al di fuori delle comunità di appartenenza. Nel 1644 si ebbe la condanna a morte dell'ultimo sacerdote cristiano rimasto.
Per due secoli e mezzo l'unica porta aperta al commercio con l'Europa e con il continente asiatico rimase Nagasaki. Il porto, i suoi dintorni e le isole al largo della costa (Hirado, Narushima, Iki) offrirono rifugio ai pochi cristiani nascosti esistenti. Senza sacerdoti e senza chiese, i cattolici si organizzarono da soli:
- il capovillaggio dirigeva la comunità, stabiliva le solennità religiose in base al calendario cristiano e conservava i libri sacri;
- il catechista insegnava ai bambini;
- il battezzatore amministrava il primo sacramento;
- l'annunziatore visitava le famiglie per annunciare la domenica, le feste cristiane, i giorni di digiuno e di astinenza.

Il francese Théodore-Augustin Forcade fu il primo vicario apostolico del Giappone dal 1846 al 1852, anno in cui dovette lasciare il Paese a causa dei decreti di persecuzione. Egli, tuttavia, non poté mai esercitare attivamente il suo ministero per l'impossibilità di raggiungere l'arcipelago. Fu il vescovo di Nevers, quando nel 1858 si verificarono le apparizioni di Lourdes, e il culto di Nostra Signora iniziò a diffondersi in tutto il Giappone
Nel 1853, su pressione degli Stati Uniti che, con l'ammiraglio Perry attuò il blocco navale e forzò il Giappone a trattare con il governo statunitense l'apertura dei suoi porti al commercio con l'Occidente, il Paese fu riaperto ai rapporti con l'estero. Anche se il proselitismo era ancora vietato, giunsero molti missionari di fede cattolica, protestante e ortodossa. Il cristianesimo ancora una volta entrò nel paese attraverso le rotte dei commerci e delle ambascerie, sbarcando nei porti di Kōbe e di Yokohama. Nel 1862 Papa Pio IX canonizzò i ventisei cristiani martirizzati nel 1597. L'anno seguente missionari francesi costruirono una chiesa in loro memoria a Nagasaki: la Chiesa di Ōura.
Con il Rinnovamento Meiji del 1871 venne poi introdotta la libertà religiosa, riconoscendo così alle comunità cristiane il diritto all'esistenza. Vennero costruite nuove chiese, in buona parte ispirate ai modelli francesi. Il messaggio cristiano poté diffondersi nelle città mercantili come Osaka e Sendai, fino ad arrivare nell'allora capitale Kyoto. Comunità di cistercensi si spinsero negli ostili territori settentrionali dell'isola di Honshū e ancora oltre l'Hokkaidō, fino all'inizio del XX secolo. Il 24 febbraio 1873 il governo giapponese abrogò l'editto di persecuzione, risalente al 1614. Nel 1888 fu riconosciuto il diritto alla libertà di culto, ulteriormente esteso nel 1899 come diritto a promuovere la propria fede religiosa, a diffondere i propri testi e a costruire edifici sacri.
Il primo vescovo di nazionalità giapponese dopo l'instaurazione della libertà religiosa fu Gennaro Hayasaka, nominato il 16 luglio 1927 al vertice della diocesi di Nagasaki (oggi arcidiocesi). Nel 1930 ebbe luogo una missione di evangelizzazione del Giappone, intrapresa da Massimiliano Maria Kolbe e dai suoi confratelli conventuali. Fra gli sviluppi di questa missione ci fu negli anni 1950 l'esperienza del "Villaggio delle Formiche" (Arinomachi), che raccoglieva i poveri e i diseredati in conseguenza della guerra. Nell'assistenza ai bambini poveri si distinse Elisabetta Maria Satoko Kitahara, dichiarata venerabile nel 2015.
Dopo gli anni difficili del militarismo nipponico e della Seconda guerra mondiale, si riscontrò una certa ripresa della comunità cattolica. Nel 1981 Giovanni Paolo II fu il primo papa a visitare il Paese. A seguito dell'appello alla riconciliazione e alla pace del 25 febbraio, la Conferenza episcopale giapponese organizzò la Dieci giorni per la pace, una serie di eventi a cadenza annuale per la commemorazione delle vittime di Hiroshima e Nagasaki e dunque la questione del nucleare. La manifestazione, che vede coinvolte tutte diocesi nipponiche, è aperta anche alle altre confessioni religiose.
Oggi le comunità cattoliche sono concentrate in un'area omogenea, compresa tra l'isola di Hirado a nord, l'arcipelago di Goto ad ovest e la città di Nagasaki ad est. Alcuni edifici cattolici sono stati dichiarati "tesori nazionali". Il Giappone ha anche stilato una lista di monumenti da presentare all'UNESCO, in cui figurano 47 edifici costruiti tra il 1864 (chiesa di Oura, su progetto del missionario francese Pierre-Théodore Fraineau) e il 1938, oltre alla nuova cattedrale di Urakami, costruita nel 1959 e la chiesa dei 26 Martiri, edificata nel 1962.
Il 24 novembre 2008 188 martiri cattolici, torturati e uccisi tra il 1603 e il 1639 (tutti laici tranne il gesuita padre Kibe), sono stati beatificati con una cerimonia che si è svolta a Nagasaki, presente Benedetto XVI. L'ex premier Tarō Asō, del Partito Liberaldemocratico, è di fede cattolica come pure suo nonno Shigeru Yoshida. Un altro premier cattolico fu, tra le due guerre, Takashi Hara, il primo premier cristiano del Sol Levante. Shūsaku Endō è lo scrittore cattolico maggiormente conosciuto in Giappone.
Nel 2018 la Commissione del Patrimonio Mondiale dell'UNESCO ha iscritto nel proprio patrimonio mondiale dell'umanità dodici siti cristiani giapponesi. Essi testimoniano il nascondimento dei cattolici e la loro successiva rinascita. L'elenco è il seguente:

1. Le rovine del castello di Hara (dove nel 1637 i cristiani tentarono di resistere all'assedio);

2 e 3. Il villaggio di Kasuga e i luoghi sacri di Hirado (dove i cristiani nascosero la loro fede per secoli);

4, 5 e 6. I villaggi di Sakitsu, di Shitsu e di Ono;

7. I villaggi dell'isola Kuroshima;
 
8, 9, 10 e 11. Vari luoghi nelle isole Nozaki, Kashiraghashima, Hisaka, Naru;

12. La cattedrale di Oura.

## Organizzazione ecclesiastica

Mappa delle diocesi cattoliche in Giappone

La Chiesa cattolica è presente nel Paese con tre province ecclesiastiche, per un totale di 3 arcidiocesi e 12 diocesi:
- la provincia ecclesiastica di Nagasaki che comprende le diocesi di Fukuoka, Kagoshima, Naha e Oita;
- la provincia ecclesiastica di Osaka-Takamatsu che comprende le diocesi di Hiroshima, Kyōto e Nagoya;
- la provincia ecclesiastica di Tokyo che comprende le diocesi di Niigata, Saitama, Sapporo, Sendai e Yokohama.

Inoltre, a Tokyo e Hiroshima sono presenti due parrocchie dell'ordinariato personale di Nostra Signora della Croce del Sud, che ha sede in Australia.

## Nunziatura apostolica
La delegazione apostolica del Giappone venne eretta il 26 novembre 1919 con il breve Quae catholico nomini di papa Benedetto XV. Essa aveva giurisdizione anche sulla Corea e sull'isola di Taiwan.
L'8 marzo 1921 essa estese le sue competenze anche sui vicariati apostolici delle isole Marshall, Caroline e Marianne, finora soggetti al delegato apostolico di Australia.
La delegazione apostolica fu elevata al rango di internunziatura nel 1952 da papa Pio XII.
La nunziatura apostolica del Giappone è stata istituita il 14 giugno 1966 con il breve Communi cum utilitate di papa Paolo VI.

### Delegati apostolici
- Pietro Fumasoni Biondi † (6 dicembre 1919 - 14 giugno 1921 nominato segretario della Congregazione de Propaganda Fide)
- Mario Giardini, B. † (7 novembre 1921 - 1930 dimesso)
- Edward Aloysius Mooney † (30 marzo 1931 - 28 agosto 1933 nominato vescovo di Rochester)
- Paolo Marella † (30 ottobre 1933 - 27 ottobre 1948 nominato delegato apostolico in Australia, Nuova Zelanda e Oceania)
- Maximilien de Fürstenberg † (22 marzo 1949 - 28 aprile 1952 nominato internunzio apostolico)

### Pro-nunzi apostolici
- Maximilien de Fürstenberg † (28 aprile 1952 - 21 novembre 1959 nominato delegato apostolico in Australia, Nuova Zelanda e Oceania)
- Domenico Enrici † (5 gennaio 1960 - 1º ottobre 1962 nominato delegato apostolico in Australia, Nuova Zelanda e Oceania)
- Mario Cagna † (13 ottobre 1962 - 17 settembre 1966 nominato delegato apostolico in Jugoslavia)
- Bruno Wüstenberg † (24 ottobre 1966 - 19 dicembre 1973 nominato pro-nunzio apostolico in Benin e Costa d'Avorio e delegato apostolico di Guinea e Togo)
- Ippolito Rotoli † (10 gennaio 1974 - 4 ottobre 1977 deceduto)
- Mario Pio Gaspari † (16 novembre 1977 - 23 giugno 1983 deceduto)
- William Aquin Carew † (30 agosto 1983 - 11 novembre 1997 ritirato)

### Nunzi apostolici
- Ambrose Battista De Paoli † (11 novembre 1997 - 18 dicembre 2004 nominato nunzio apostolico in Australia)
- Alberto Bottari de Castello † (1º aprile 2005 - 6 giugno 2011 nominato nunzio apostolico in Ungheria)
- Joseph Chennoth † (15 agosto 2011 - 8 settembre 2020 deceduto)
- Leo Boccardi (11 marzo 2021 - 1º settembre 2023 ritirato)
- Francisco Escalante Molina, dal 25 gennaio 2024

## Conferenza episcopale
Elenco dei Presidenti della Conferenza episcopale del Giappone:
- Cardinale Peter Tatsuo Doi (1958 - 21 febbraio 1970)
- Cardinale Paul Yoshigoro Taguchi (1970 - 23 febbraio 1978)
- Cardinale Joseph Asajiro Satowaki (1978 - 1983)
- Arcivescovo Peter Seiichi Shirayanagi (1983 - 1992)
- Arcivescovo Francis Xavier Kaname Shimamoto, Ist. del Prado (1929 - 1995)
- Vescovo Stephen Fumio Hamao (1995 - 1998)
- Arcivescovo Francis Xavier Kaname Shimamoto, Ist. del Prado (1998 - 2001)
- Vescovo Augustinus Jun-ichi Nomura (2001 - giugno 2007)
- Arcivescovo Peter Takeo Okada (giugno 2007 - 2010)
- Arcivescovo Leo Jun Ikenaga, S.I. (2010 - giugno 2013)
- Arcivescovo Peter Takeo Okada, (giugno 2013 - 17 giugno 2016)
- Arcivescovo Joseph Mitsuaki Takami, P.S.S. (17 giugno 2016 - 14 febbraio 2022)
- Cardinale Tarcisius Isao Kikuchi, S.V.D., dal 14 febbraio 2022

Elenco dei Vicepresidenti della Conferenza episcopale del Giappone:
- Arcivescovo Peter Takeo Okada (2010 - giugno 2013)
- Arcivescovo Joseph Mitsuaki Takami, P.S.S. (giugno 2013 - 17 giugno 2016)
- Cardinale Thomas Aquino Manyo Maeda (17 giugno 2016 - 14 febbraio 2022)
- Vescovo Rafael Masahiro Umemura, dal 14 febbraio 2022